# Villa Roth (Gößl)

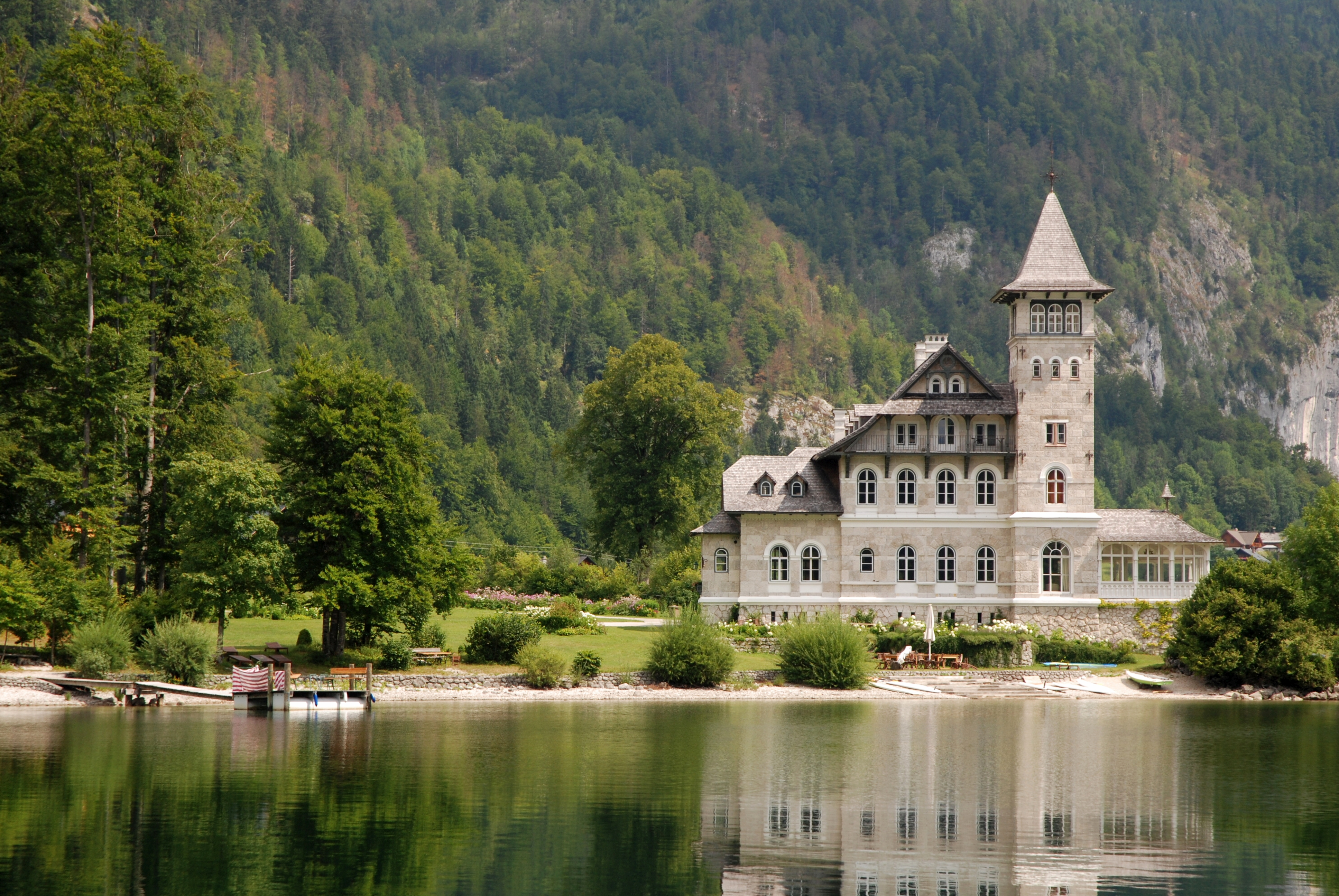
Villa Roth am Grundlsee

Die Villa Roth, vereinzelt auch Schloss Grundlsee genannt, steht am Ufer des Grundlsees nahe des Dorfes Gößl der Gemeinde Grundlsee im Bezirk Liezen in der Steiermark.

## Geschichte
Der Wiener Großindustrielle Johann „Jean“ Roth (1837–1906) ließ sich von 1879 bis 1883 nach den Plänen seines Bruders, des Architekten Franz Roth auf einer Halbinsel im Grundlsee eine Villa errichten, welche er als Jagdschloss nutzte.
In der Zwischenkriegszeit verbrachte das Schauspielerehepaar Attila Hörbiger und Paula Wessely gemeinsam mit ihren Kindern Elisabeth Orth und Christiane Hörbiger mehrere Sommerurlaube in der Villa. Orth beschrieb die damaligen Erlebnisse in einem Buch.
Nach dem Anschluss Österreichs an Hitler-Deutschland nutzte der NS-Propagandaminister Joseph Goebbels samt seiner Familie das Schloss als Sommerresidenz. Die Goebbels-Kinder besuchten während dieser Zeit in Gößl die Schule.
Die Villa ist heute im Privatbesitz und nicht zugänglich.

### Blutige Tragödie
In der Nacht vom 4. auf 5. September 1939 fielen zwei Schüsse im Haus. Der ebenfalls in der Villa anwesende Burgschauspieler Attila Hörbiger drang nach Einschlagen eines Fensters in die Räume des Turmzimmers ein, in denen die Schüsse gefallen waren und fand dort zwei Leichen vor. Die Opfer der Tragödie waren der Sohn des Besitzers der Villa, der 23-jährige Dr. Georg Roth und seine 22-jährige Braut Trude Kuntner. Wie sich herausstellte, hatte Roth hatte als erstes seiner Braut ins Herz geschossen und sich anschließend mit einem Kopfschuss das Leben genommen. Es wurden keine Abschiedsbriefe gefunden.

## Architektur
Die Villa zeigt einen historistischen großbürgerlich-alpenländischen Baustil mit gründerzeitlichem Repräsentationsanspruch einer markanten Fassadengliederung mit Gesimsen und Rundbogenfenstern mit einem Turm.